# Yllka Berisha
Yllka Berisha (née le 18 janvier 1988 à Pristina) est une mannequin de nationalité suédoise et kosovare.

## Biographie
Berisha naît en Yougoslavie. Sa famille s'installe à Laholm en 1992. Elle termine ses études secondaires suédoises dans un programme scientifique. Elle considère le mannequinat comme un passe-temps et aspire à devenir ingénieur ou médecin.
En 2020, elle vit à Gjilan avec son mari et leurs trois enfants.

## Concours de beauté
Berisha fut d'abord deuxième dauphine du concours Miss Albanie 2006 et première dauphine du concours Miss Scandinavie 2006. L'année suivante, elle participe à Miss Albanie, Miss Kosovo et Miss Scandinavie.
Yllka Berisha remporte le titre de Miss Kosovo le 12 décembre 2007. Elle représente le Kosovo au concours Top Model of the world 2008 en Égypte le 18 janvier 2008. Elle exprime l'espoir que le Kosovo devienne indépendant, afin qu'elle puisse être la première femme à représenter son pays au concours Miss Terre le 9 novembre 2008. Le Kosovo déclarera son indépendance le 17 février 2008. À Miss Terre 2008, Berisha ne fait pas partie de la finale ni ne remporte un prix spécial.

## Carrière artistique
Berisha enregistre en 2007 deux chansons et un clip vidéo en Suède. Son producteur de musique est Genc Vela de 8-blockz. Ils écrivent ensemble les paroles de la première chanson I maj mend.

## Source de la traduction
- (en) Cet article est partiellement ou en totalité issu de l’article de Wikipédia en anglais intitulé « Yllka Berisha » (voir la liste des auteurs).